# Garnizoensrecht
Garnizoensrecht is een recht waarbij een partij een andere partij het recht geeft op doorgang van legereenheden, of zelfs de installatie van een legereenheid, een garnizoen, op het grondgebied van de andere partij.
De hugenoten verkregen garnizoensrecht in een aantal Zuid-Franse steden na het Edict van Nantes in 1598. Toen in 1646 het landgraafschap Hessen-Kassel het graafschap Katzenelnbogen met onder meer de Rheinfels en de burcht Katz aan Frederik van Hessen-Eschwege overdroeg, behield het wel het garnizoensrecht in die twee vestigingen, zodat deze strategisch belangrijke punten voor het landgraafschap behouden bleven.
Tot het garnizoensrecht in de lage landen kan gerekend worden het Barrièretraktaat van 1697 en 1715, dat in legering van garnizoenen in vreemd gebied voorzag; en het Verdrag van Zonhoven van 1833, dat doorgangsrecht regelde.